# It Takes Two (gra komputerowa)
It Takes Two – gra komputerowa łącząca gatunki przygodowej gry akcji, platformowej oraz zręcznościowej. Została wyprodukowana przez Hazelight Studios, a wydana przez Electronic Arts 26 marca 2021. Gra umożliwia rozgrywkę lokalnie w trybie podzielonego ekranu oraz sieciowo.

## Fabuła
Cody i May są małżeństwem, które planuje rozwód, po tym gdy Cody przez rok kłóci się z małżonką o jej pracę. May uważa natomiast, że Cody nie ukazuje wdzięczności za jej pracę. Rose, córka małżonków dowiadując się o zaistniałej sytuacji postawia zabrać do rodzinnej szopy ręcznie wykonane lalki, które wyglądają jak jej rodzice, próbując za pomocą zabawy naprawić ich związek. Rodzice Rose zostają uwięzieni w ciałach lalek, w wyniku łez które uroniła na lalki Rose. Dr Hakim, który przyjął antropomorficzną formę swej książki, która dotyczyła terapii związków, przekazuje małżonkom, że otrzymał zadanie naprawienia ich związku.
Na początku, Cody i May są bardzo skupieni na próbie dotarcia do Rose, myśląc że zna ona sposób na przywrócenie ich do ludzkich ciał. Jednakże, dr Hakim stale ingeruje w ich postępy, nieustannie stawiając na ich drodze przeszkody i dylematy, aby zmusić ich do współpracy. Na swej drodze para spotyka magiczne, antropomorficzne wersje swych dawnych posiadłości, które krytykują małżeństwo w związku ze złym traktowaniem zarówno ich posiadłości, jak i Rose. Podróżując po swej posiadłości, Cody i May przypominają sobie pozytywne wspomnienia, które doświadczyli, a także te, które ich połączyły. Tymczasem Rose, nadal robi wszystko co w jej mocy, aby naprawić relacje między rodzicami, którzy są nieprzytomni w swych prawdziwych ciałach. Rose zaczyna myśleć, że to ona jest przyczyną rozpadu małżeństwa rodziców, mimo to wciąż wierzy, że rodzice pozostaną razem.
Po długiej podróży, Cody i May kończą ostatni test dr Hakima, który polega na odtworzeniu piosenki, którą śpiewała wcześniej May. Następnie, relacja między May, a Codym ożywia się i dochodzi do pocałunku, który odwraca rzucony na nich czar uwięzienia w ciałach lalek. Para budzi się w swych rzeczywistych ciałach i zauważa, że Rose uciekła. Na szczęście, para znajduje córkę na pobliskim przystanku autobusowym, zapewniając, że to nie ona była powodem ich kłótni, jednocześnie mówiąc jej że zawsze będą ją kochać, bez względu na to, co się wydarzy. Finalnie, małżonkowie wraz z córką wracają do domu, z zupełnie innym spojrzeniem na swój związek.

## Rozgrywka
Gra jest zaprojektowana specjalnie dla współpracy wieloosobowej (2 graczy) w trybie online, ekran gry jest podzielony na dwie części, które ukazują perspektywę obu graczy. Gra zawiera dużą liczbę mechanik z różnych gatunków gier komputerowych. Mechaniki gry są ściśle powiązane fabułą danego poziomu. Celem graczy jest ukończenie poszczególnych poziomów dzięki współpracy oraz wykorzystywanie umiejętności bohaterów. Gra zawiera również sporą liczbę minigier.

## Rozwój gry
Josef Fares, twórca poprzedniej gry Hazelight Studios – A Way Out, powrócił jako reżyser. Po wydaniu A Way Out, zespół twórców postanowił stworzyć kolejną grę w trybie współpracy. Fares poprosił zespół o stworzenie jak największej liczby mechanik, ponieważ uważał, że jeśli dana mechanika gry jest powielana wielokrotnie, staje się mniej wyjątkowa.
Zasugerował, że da 1000 dolarów każdej osobie, która znudzi się podczas grania. Twórca uznał, że postać dr Hakima, jest jedną z najważniejszych postaci w grze. Gra została napisana głównie w języku AngelScript, który został zaimplementowany do silnika Unreal Engine przez Hazelight Studios za pomocą własnej wtyczki.
A Way Out i It Takes Two zostały wydane przez Hazelight Studios współpracujące z Electronic Arts. Współpraca pozwoliła producentowi zachować pełną kontrolę nad wizją gry, jednocześnie zatrzymując większość zysków z dystrybucji gry. Gra została oficjalnie przedstawiona podczas EA Play w czerwcu 2020.

## Odbiór
Według agregatora Metacritic gra spotkała się z pozytywnym odbiorem recenzentów.

### Sprzedaż
Miesiąc po premierze, poinformowano, że sprzedano ponad milion egzemplarzy gry. Do 17 czerwca 2021 sprzedano ponad dwa miliony egzemplarzy.